# Just Whitney…
Just Whitney... – piąty album studyjny amerykańskiej wokalistki muzyki pop – Whitney Houston. Został wydany w 10 grudnia 2002 roku w Ameryce Północnej przez wytwórnię płytową Arista Records. Album pojawił się na rynku po długiej czteroletniej przerwie, jej poprzedni album „My Love Is Your Love” trafił do sklepów w 1998 roku.

## Tło wydania
Proces powstawania Just Whitney... był długi i momentami bolesny głównie za sprawą zmiany ekipy i procedur w Arista Records. Dodatkowo problemy osobiste Whitney spowodowały, że termin wydania albumu przesuwano coraz bardziej. Obserwatorzy branży mieli wątpliwości czy kiedykolwiek zostanie on ukończony. Wiele nagrań trafiało do kosza i zastępowano je innymi, wszystko po to żeby pierwszy od czterech lat album studyjny Houston był naprawdę godny gwiazdy. 7 listopada 2002 roku po wielu negocjacjach diwa zgodziła się udzielić wywiadu Diane Sawyer do programu „Prime Time” emitowanym na kanale ABC. Rozmowę zaplanowano w domu Whitney, która liczyła, że nagrany wcześniej program (którego emisja ma nastąpić za kilka tygodni) będzie dobrą promocją dla jej nowego mocno spóźnionego, lecz mającego się wkrótce ukazać albumu. Ostatecznie krążek zadebiutował na 9. miejscu listy Billboard 200, oraz na 3. miejscy listy Top R&B/Hip-Hop Albums osiągając sprzedaż 205.147 egzemplarzy w pierwszym tygodniu. Mimo dobrych wyników sprzedaży został oceniony w zróżnicowany sposób przez krytyków muzycznych, a po przejściu pierwszej fali najwierniejszych fanów i ciekawskich, którzy tłumnie ruszyli do sklepów aby kupić nowy album Whitney, sprzedaż dramatycznie spadła.
Płytę promowały single Whatchulookinat, One of those days, Try it on my own oraz Love that man. Odniosły umiarkowany sukces na świecie.

## Lista utworów
| Nr  | Tytuł                           | Autor/Autorzy | Producent/Producenci                   | Długość |
| --- | ------------------------------- | --- | -------------------------------------- | ------- |
| 1.  | One of Those Days               | Kevin Briggs, O’Kelly Isley, Jr., Rudolph Isley, Ronald Isley, Ernie Isley, Marvin Isley, Chris Jasper, Dwight Reynolds, Patrice Stewart | Kevin Briggs                           | 4:10    |
| 2.  | Tell Me No                      | Babyface, Kandi Burruss, Holly Lamar, Annie Roboff                                                                                       | Babyface                               | 3:44    |
| 3.  | Things You Say                  | Charlie Bereal, Kenny Bereal, Missy Elliott, Tweet                                                                                       | CKB, Missy Elliott                     | 4:13    |
| 4.  | My Love (featuring Bobby Brown) | Ted Bishop, Gordon Chambers, Greg Charley                                                                                                | Gordon Chambers, Ted Bishop            | 3:28    |
| 5.  | Love That Man                   | Babyface, Rob Fusari, Calvin Gaines, Eritza Laues, Bill Lee, Balewa Muhammad                                                             | Babyface, Rob Fusari                   | 3:28    |
| 6.  | Try It on My Own                | Babyface, Jason Edmonds, Carole Bayer Sager, Aleese Simmons, Nathan Walton                                                               | Babyface                               | 4:39    |
| 7.  | Dear John Letter                | Briggs, Dwight Reynolds, Patrice Stewart, Houston                                                                                        | Briggs                                 | 4:34    |
| 8.  | Unashamed                       | Darius Good, Luke Paterna, Stephanie Salzman, Troy Taylor                                                                                | Troy Taylor, Darius Good, Luke Paterna | 3:38    |
| 9.  | You Light Up My Life            | Joe Brooks | Babyface, Rickey Minor                 | 3:42    |
| 10. | Whatchulookinat                 | Tammie Harris, Houston, Andre Lewis, Muhammad, Harry Palmer, Christopher Stain, Deborah Harry, Lawrence Parker, Jesse West               | Bobby Brown, Muhammad 2G               | 3:33    |